# 樋口美世
樋口 美世（ひぐち みよ、1925年4月16日 - ）は、日本の歌人。

## 来歴
茨城県出身。駒澤大学文学部国文学科卒業。
少女時代より作歌を始める。結婚で一時中断した後、駒澤大学国文学科に学ぶ。1957年に「女人短歌」に入会し編集委員を務める。1965年「地中海」入会。1980年より81年まで日本歌人クラブ幹事。歌集に「形」「翼がほしき」「白昼」「零るる刻」など。日本歌人クラブ、現代歌人協会所属。

## 著書

### 歌集
- 『形』
- 『翼が欲しき』地中海叢書〈92篇〉新星書房 1971
- 『白昼』女人短歌叢書〈257篇〉新星書房 1974
- 『零るる刻』地中海叢書〈178篇〉短歌新聞社 1981.5[3]
- 『走者われ』女人短歌叢書〈460篇〉短歌新聞社 1985
- 『時代の中の女歌』地中海叢書〈256篇〉短歌新聞社 1985.10
- 『蘇生』現代女流短歌全集(12) 短歌新聞社 1996.5[4]
- 『凡庸』短歌新聞社 2005.7[5]
- 『紫陽花抄』(新現代歌人叢書) 短歌新聞社 2007.6

### その他
- 『女歌人小論』短歌新聞社 1987[6]
- 『相聞歌より挽歌へ』短歌新聞社 1998.3
- 『歌人長沢美津～作品と人間像』短歌新聞社 2000.7[7]
- 『卒寿のつぶやき』砂子屋書房 2016.9[8][9]